# Taito (Tokio)

Ligging van Taitō.

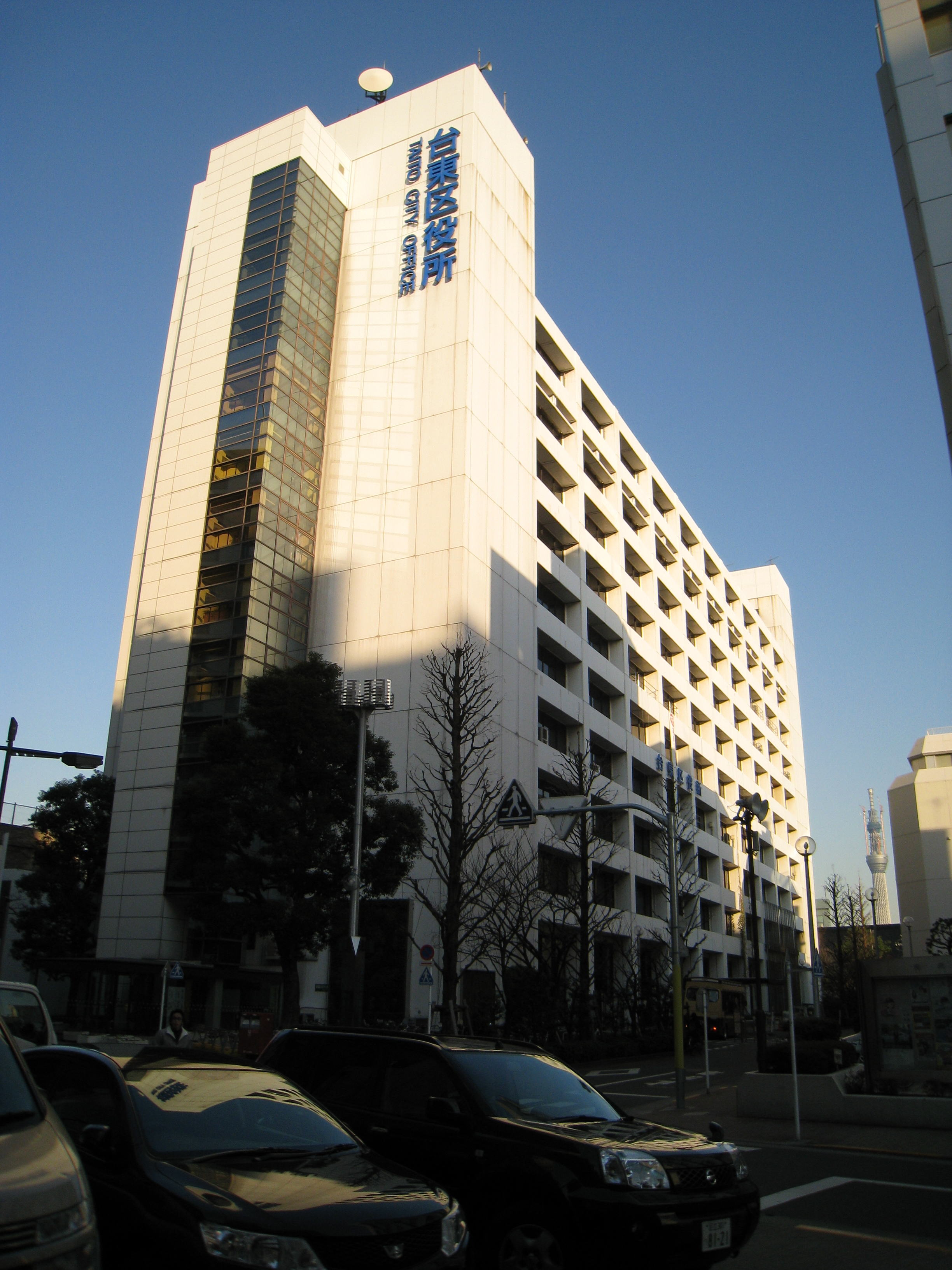
Het stadhuis van Taitō

Taitō (Japans: 台東区,Taitō-ku) is een van de 23 speciale wijken van Tokio. Taitō heeft het statuut van stad en noemt zich in het  Engels ook Taito City. Op 1 mei 2009 had de stad 173.526 inwoners.  De bevolkingsdichtheid bedroeg 17210 inw./km².  De oppervlakte van de stad is 10,08 km². 
In het district Ueno van Taitō ligt het Uenopark waarin meerdere Japanse nationale musea zijn gehuisvest, zoals het Nationaal Museum voor Westerse Kunst dat op de UNESCO Werelderfgoedlijst staat.

## Geboren
- Tatsuya Ito (26 juni 1997), voetballer